# Serralada del Sentinella

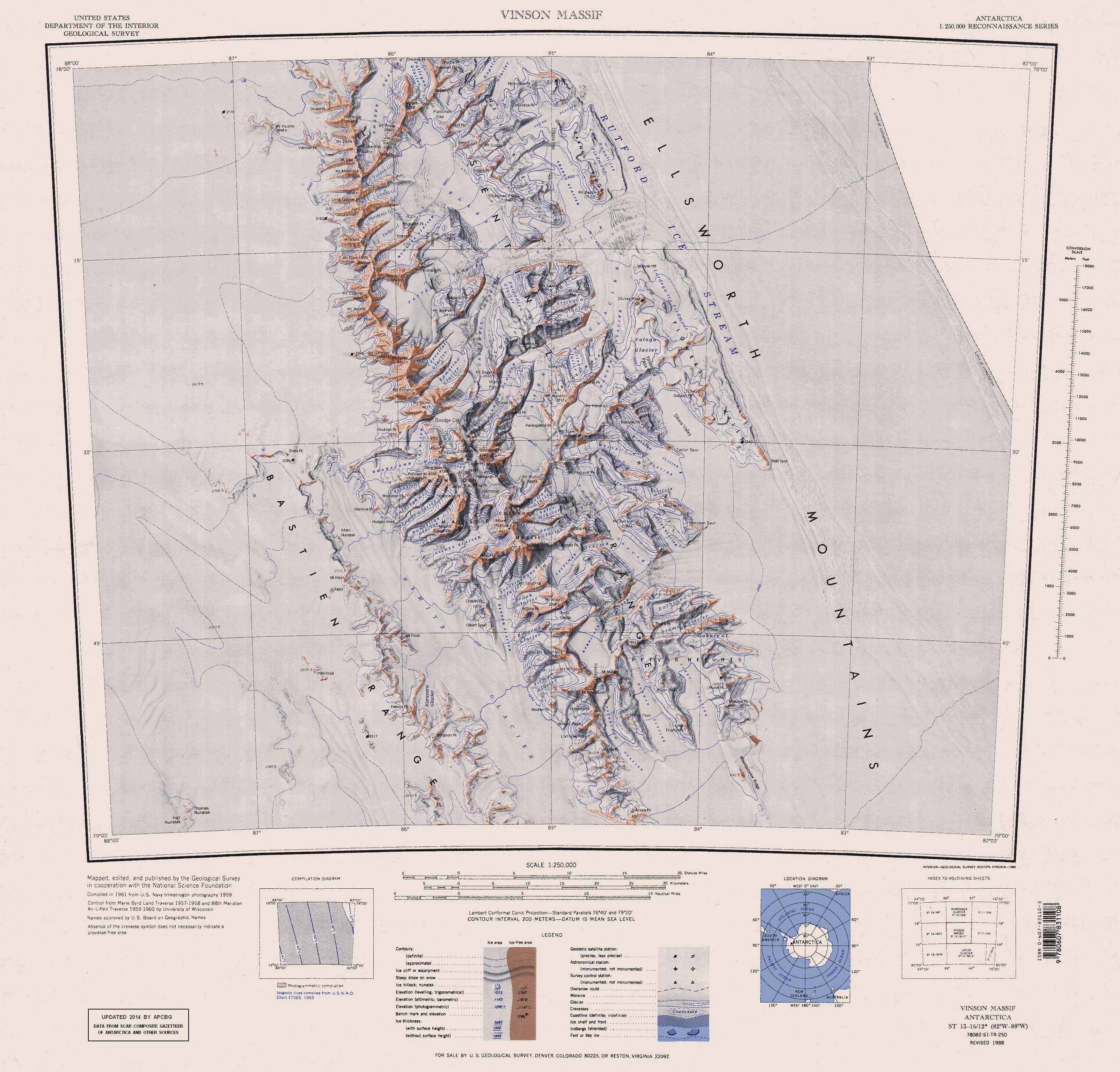
Mapa de serralada del Sentinella, muntanyes Ellsworth

La Serralada del Sentinella és una gran serralada muntanyosa situada al nord de la glacera de Minnesota, i que forma la meitat nord de les Muntanyes Ellsworth, a l'Antàrtida. Té una orientació NNO-SSE durant uns 185 km, i té una amplada de 24 a 48 km.
És vorejada pel costat SO per la Serralada de Bastien. Molts pics ultrapassen els 4.000 m, i el Massís Vinson de 4.897 m a la part sud de la serralada és la muntanya més alta del continent.
Va ser visat per primer cop i fotografiada des de l'aire el 23 de novembre de 1935 per Lincoln Ellsworth. Va ser visitada per primer cop i parcialment inspeccionada el gener de 1958 pel grup de travesa Marie Byrd Land, liderat per Charles R. Bentley. La serralada al complet va ser topografiada a partir de fotografies aèries preses per la U.S. Navy entre els anys 1958 i 1961.